# Mareta West
Mareta West (née le 9 août 1915 et décédée le 2 novembre 1998) est une astronome américaine.